# Меридіан сечового міхура (VII)

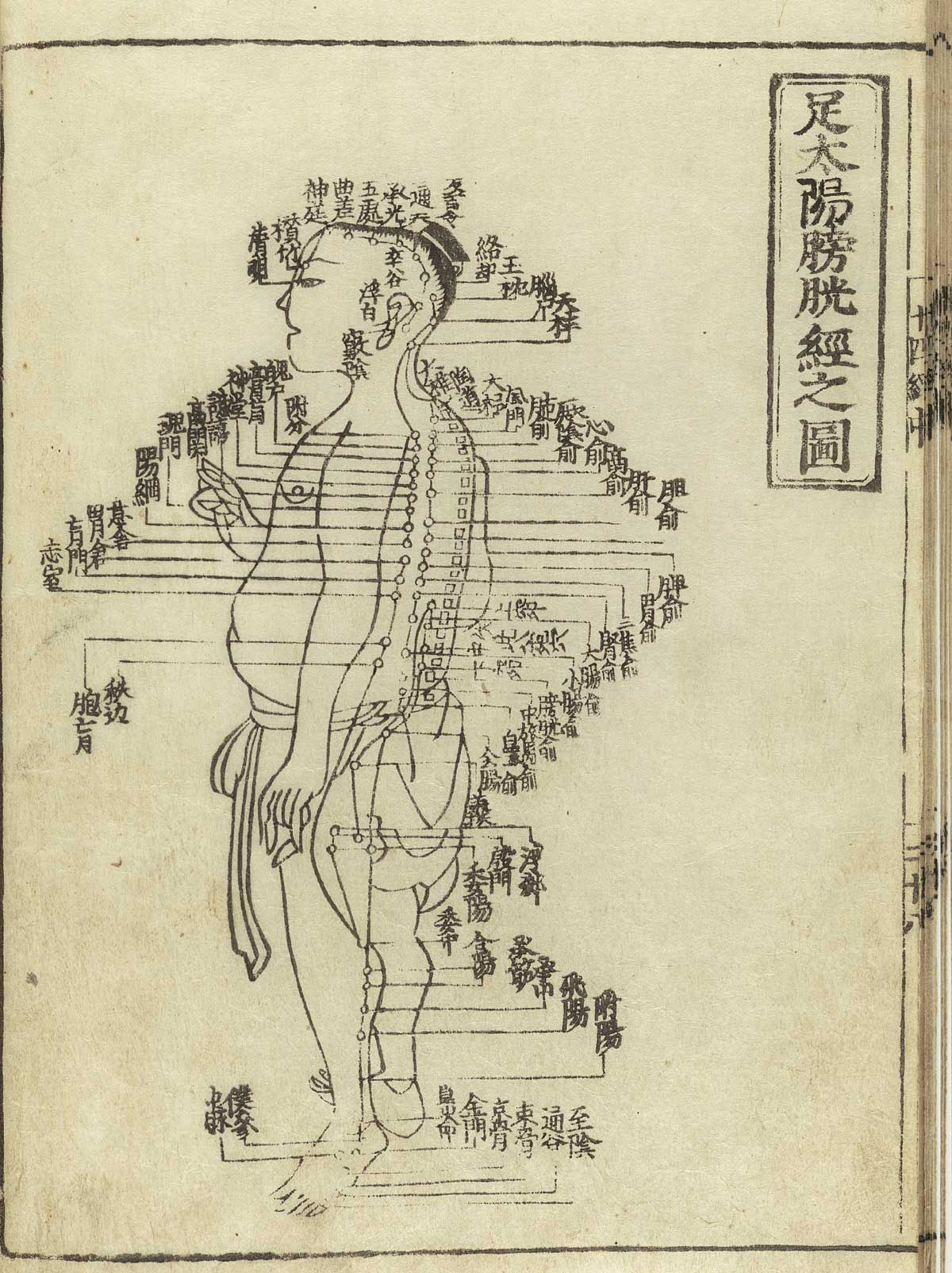
Меридіан сечового міхура

Меридіан сечового міхура — сьомий, парний, симетричний, доцентровий, належить до системи Ян. Налічує по 67 пунктів акупунктури на кожному боці.
Позначають як, цифрами — VII, літерами — V(фр.), B(нім.), Bl(англ.), наприклад: 1VII, V1, B1, Bl1 («сяючі очі» — перший пункт меридіана сечового міхура).
Часом найвищої активності меридіана є 15.00-17.00, пасивності — 03.00-5.00.

## Опис
На відміну від західної концепції розгляду поняття «сечовий міхур», як окремий орган, поняття «меридіан сечового міхура» у традиційній китайській медицині описує ширше коло органів, та набір взаємопов'язаних із цим функцій, не обмежуючись самим сечовим міхуром.
Сечовий міхур є Ян (Фу) меридіаном; його парою Їнь (Занг) є меридіан нирок. Обидва пов'язані з водною стихією і емоцією страху, в українській культурі відображення дії меридіана добре показано у народному виразі «пісятися зі страху».
На відміну від західного медичного погляду на функції сечового міхура, які зберігають та виводять сечу, меридіан сечового міхура у традиційній китайській медицині має ширші функції, в тому числі — перетворення рідин у процесі формування сечі. Рідини, що надходять до сечового міхура від товстої кишки зберігаються у ньому, але можливості зберігання різняться, оскільки на них дію свою зумовлює меридіан нирок, якщо Ян нирок недостатньо сильний, то й меридіан сечового міхура не матиме достатньо «жару» для перетворення рідин у сечу так, як це має відбуватися, що призводить до утворення надмірно прозорої сечі, яка має виводитися частіше.

## Точки на меридіані
1 Цин-мін (睛明, jīng-míng — сяючі очі (блиск очного яблука))
2 Цуан-чжу (攢竹, cuán-zhú — прохідний міст (збір бамбука))
3 Меі-чунг (眉衝, meí-chōng — зустрічаючи брови (прохід брів))
4 Ші-ча (曲差, qū-chā — вигнута гілка (вигнуті викривлення))
5 У-чу (五處, wǔ-chù — пяте місце (п'ять зупинок))
6 Чен-гуан (承光, chéng-guāng — збільшення блиску (отримання світу))
7 Тунг-тіянь (通天, tōng-tiān — досягаючи небес (небесний пасаж))
8 Лоу-тчє (絡卻, luò-què — кордон ло (усунення побічної сторони))
9 Юй-чжень (玉枕, yù-zhěn — нефритова подушка (подушка спеки))
10 Тянь-чжу (天柱, tiān-zhù — небесний стовп)
11 Да-чжу (大杼, dà-zhù — великий човник)
12 Фенг-мен (風門, fēng-mén — вітрові ворота)
13 Фей-шу (肺俞, fèi-shū — точка легенів (точка згоди легень))
14 Цзюе-їнь-шу (厥陰俞, júe-yīn-shū — порожня точка (крапка дзюе-їнь))
15 Сінь-юу(心俞, xīn-shū — точка серця (точка згоди серця))
16 Ду-шу (督俞, dū-shū — точка згоди (узгодження крапок))
17 Ге-шу (隔俞, gé-shū — точка діафрагми)
18 Гань-шу (肝俞, gān-shū — точка згоди печінки)
19 Дань-шу (膽俞, dǎn-shū — точка згоди жовчевого міхура)
20 Пі-шу (脾俞, pí-shū — точка згоди селезінки-підшлункової залози)
21 Вей-шу (胃俞, wèi-shū — точка згоди шлунка)
22 Сань-цзяо-шу (三焦俞, sān-jiāo-shū — точка згоди «потрійного обігрівача»)
23 Шень-шу (腎俞, shèn-shū — точка згоди нирок)
24 Ці-хай-шу (氣海俞, qì-hǎi-shū — точка моря енергії (точка моря дихання))
25 Да-чан-шу (大腸俞, dà-cháng-shū — точка згоди товстої кишки)
26 Гуань-юань-шу (關元俞, guān-yuán-shū — точка кордону та виникнення)
27 Сяо-чан-шу (小腸俞, xiǎo-cháng-shū — точка згоди тонкої кишки)
28 Пан-гуан-шу (膀胱俞, pang-guāng-shū — точка згоди сечового міхура)
29 Чжун-люй-шу (中膂俞, zhōng-lǔ-shū — точка м'язу спини)
30 Бай-хуань-шу (白環俞, bái-huán-shū — точка білого кільця)
31 Шан-ляо (上髎, shàng-liáo — верхня ямка)
32 Ці-ляо (次髎, cì-liáo — вторинна ямка)
33 Чжун-ляо (中髎, zhōng-liáo — середня ямка)
34 Ся-ляо (下髎, xià-liaó — нижня ямка)
35 Хуей-ян (會陽, huì-yang — з'єднання ян)
36 Чен-фу (承扶, chéng-fú — підтримуваний рукою)
37 Їнь-мен (殷門, yīn-mén — великі червоні ворота)
38 Фу-сі (浮郄, fú-xì — поверхнева ямка)
39 Вей-ян (委陽, wei-yáng — накопичення ян)
40 Вей-чжун (委中, wei-zhōng — середнє накопичення)，合穴
41 Фу-фень (附分, fù-fēn — латеральний поділ)
42 По-ху (魄户, pó-hù — притулок душі)
43 Гао-хуан (膏肓, gāo-huāng — життєві органи)
44 Шень-тан (神堂, shén-táng — храм духу)
45 Ї-сі (噫譆, yì-xǐ — крик болю)
46 Ге-гуань (膈關, gé-guān — межа діафрагми)
47 Хунь-мен (魂門, hún-mén — брама душі)
48 Ян-ган (陽綱, yang-gāng — джерело ян)
49 І-ше (意舍, yì-shè — притулок думки (з'єднання ганг))
50 Вей-цан (胃倉, wèi-cāng — комора шлунка)
51 Хуан-мень (肓門, huāng-mén — брама життєвих центрів)
52 Чжі-ші (志室, zhì-shì — місце волі)
53 Бао-хуан (胞肓, bāo-huāng — міхур хуан (життєвий центр матка-плацента))
54 Чжі-бянь (秩邊, zhì-biān — найнижчий за порядком (сторона IV хребця))
55 Хе-ян (合陽, hé-yang — зустріч ян (місце зустрічі ян))
56 Чен-цзінь (承筋, chéng-jīn — підтримка сухожилля (підтримка м'язка))
57 Чен-шань (承山, cheng-shān — опора гори)
58 Фей-ян (飛揚, fēi-yáng — зліт)，絡穴
59 Фу-ян (跗陽, fū-yáng — ян кісток стопи (ян тилу кістки))，陽蹻郄穴
60 Кунь-лунь (崑崙, kūn-lún — назва гори в Тибеті (великий і високий))，經穴
61 Пу-шень (僕參, pú-cān — допомога працівницям (поклоніння на зігнутих колінах))
62 Шень-май (申脈, shēn-mài — розтяжна судина (судина розтягнення))，八脈交會穴，通於 陽蹻脈
63 Цзінь-мень (金門, jīn-mén — золоті ворота)，郄穴
64 Цзінг-гу (京骨, jīng-gǔ — головні кістки)，原穴
65 Шу-гу (束骨, shù-gǔ — з'єднання кісток)，輸穴
66 Цзу-тун-гу (足通谷, zú-tōng-gǔ — прохід долиною)，滎穴
67 Чжі-їнь (至陰, zhì-yīn — досягнення їнь)，井穴